# نافتیفین
نافتیفین(به انگلیسی: Naftifine) (با نام تجاری Exoderil) یک داروی ضد قارچ آلیل‌آمینی برای درمان موضعی پای ورزشکاران، تینیا کروریس و tinea corporis (عفونت‌های قارچی) است.
نافتیفین دارای عملکرد سه‌گانه ضد قارچ، ضد باکتری و ضد التهاب است. سازوکار عملکرد دقیق آن ناشناخته است، اما ممکن است به سبب انسداد انتخابی بیوسنتز استرول از طریق مهار آنزیم اسکولین ۳٬۲-اپوکسیداز باشد. نیمه عمر آن تقریباً 2-3 روز است. متابولیت‌های آن از طریق ادرار و مدفوع دفع می‌شوند.